# Песни Александра Вертинского (альбом)
Песни Александра Вертинского — третий студийный альбом Бориса Гребенщикова (БГ). Составлен из песен знаменитого русского певца начала XX века Александра Николаевича Вертинского (21/03/1889 — 21/05/1957).

## История создания
Идея записи альбома песен Вертинского в сопровождении гитары существовала у Бориса Гребенщикова ещё с 80-х годов (в то время Борис часто исполнял эти песни на концертах, причём многие из них он знал с детства), а катализатором воплощения этой идеи в жизнь выступил в начале 90-х продюсер Сергея Курёхина и владелец звукозаписывающей фирмы «Курицца Рекордс» Алексей Ершов. Именно по его просьбе Борис попробовал записать эти песни в студии Театра юношеского творчества, а затем в Доме радио, но конечный результат не удовлетворил БГ и третья попытка была сделана в студии на Фонтанке. В итоге альбом был записан приблизительно за 3 дня, включая все технические детали по сведению. Все песни были спеты под одну гитару, кроме песни «К мысу радости» — она была записана с использованием «замаскированных» клавишных инструментов и слайдовых гитар.

## Участники записи
- Борис Гребенщиков — вокал, акустическая гитара
- Zeitgeist (с нем. — «Дух Времени») в песне «К мысу радости»:
  - А.Зубарев
  - О.Сакмаров
  - А.Вихарев

Запись сделана в Санкт-Петербурге в студии на Фонтанке, 39 Александром Мартисовым, кроме «Тихонько любить» и «Nuit de Noel» — записи студии Театра юношеского творчества (ТЮТ).

## Список композиций
Музыка и слова во всех песнях — Александр Вертинский, кроме специально отмеченных (курсивом отмечен год написания песен).
1. Пёс Дуглас (2:31) — 1917
2. Ваши пальцы пахнут ладаном (1:54) — 1916
3. Полукровка (2:38) — 1930
4. Nuit De Noel (3:08) — 1925
5. Jamais (Попугай Флобер) (1:50) — 1916
6. Без женщин (3:04) — 1940
7. Тихонько любить (2:08) — 1916
8. Ты успокой меня (1:21) — 1930
9. Голубой Тюльпан (3:41) (А.Вертинский — Б.Даев)[2] — неизв.
10. К мысу Радости (3:05) (А.Вертинский — Н.Теффи)[2] — неизв
11. Минута на пути (3:02) (А.Вертинский — В.Рождественский)[2] — неизв
12. Китай (1:52) (А.Вертинский — Н.Гумилёв) — 1939-40
13. Пани Ирэна (3:05) — 1930

## Интересные факты
- Некоторые песни альбома входили в другие альбомы и сборники песен БГ: «Полукровка» и «Минута на пути» — в альбом «БГ (стихи, песни)», «Тихонько любить» и «Без женщин» — в концертный альбом «Письма капитана Воронина», «Китай» — в «Radio Silence», «Пани Ирэна» — в концертный альбом «Аквариума» «Сезон для змей».